# Krautheim (Türingia)
Krautheim település Németországban, azon belül Türingiában. Lakosainak száma 499 fő (2017. december 31.). Krautheim Großbrembach, Buttelstedt, Schwerstedt, Neumark (bei Weimar) és Kleinbrembach községekkel határos.

## Népesség
A település népességének változása:

| 2017 | 499 |